# 法善寺 (松山市)
法善寺（ほうぜんじ）は、愛媛県松山市北条辻にある日蓮宗の寺院。山号は本妙山。旧本山は京都立本寺、生師法縁。貞応2年（1223年）埋め立てに際し貞松姫と多喜姫が人柱となった地という。

## 歴史
元亀元年（1570年）大内義隆の次男幾代丸（豊田幾之進本義）が父の菩提供養と豊田家の繁栄を祈り本妙院日法を開山として上難波寺之谷に創建した。その後火災の類焼で焼失したため現在地に移転した。

## 伽藍
現在の本堂は元亀元年（1570年）の建築という。平成13年（2001年）山門が再建された。

## 参考資料
- 日蓮宗寺院大鑑編集委員会『宗祖第七百遠忌記念出版 日蓮宗寺院大鑑』大本山池上本門寺 (1981年)
- 日蓮宗新聞 2016年3月23日

## 公式サイト
- 公式ウェブサイト

座標: 北緯33度58分30.6秒 東経132度46分32秒 / 北緯33.975167度 東経132.77556度